# Stephen Chow Sau-yan
Stephen Chow Sau-yan, né le 7 août 1959 à Hong Kong est un prêtre jésuite chinois. Supérieur des Jésuites de Chine depuis 2018 il est nommé, le 17 mai 2021, 9e évêque du diocèse de Hong Kong. Il a été créé cardinal en septembre 2023.

## Biographie
Après des études pré-universitaires, il obtient un baccalauréat et une maîtrise en psychologie de l'Université du Minnesota aux États-Unis. Il entre dans la Compagnie de Jésus le 27 septembre 1984.
Sa formation spirituelle initiale terminée, il fait de 1986 à 1988, une licence de philosophie en Irlande, et continue avec ls études théologiques préparatoires au sacerdoce (1988 à 1993) à Hong Kong, où le 16 juillet 1994, il reçoit l'ordination sacerdotale. À l'université Loyola de Chicago, il obtient une maîtrise en développement organisationnel (1993-1995) et à l'université Harvard de Boston (2000-2006), il obtient un doctorat en développement humain et psychologie.
Il fait sa profession religieuse définitive le 17 avril 2007.
Depuis 2007, il est superviseur de deux collèges jésuites, l'un à Hong Kong et l'autre à Wah Yan (Kowloon). Il a été professeur assistant honoraire à l'université de Hong Kong (2008-2015) et responsable de la formation des jeunes jésuites de 2009 à 2017.
Depuis 2009, il est président de la Commission de l'éducation de la province jésuite chinoise.
En 2012, il devient professeur à temps partiel de psychologie au séminaire diocésain du Saint-Esprit à Hong Kong.
De 2012 à 2014 il est membre du Conseil presbytéral du diocèse de Hong Kong.
de 2013 à 2017 il est conseiller provincial et à partir de 2017 membre du Conseil diocésain de l'éducation.
Depuis le 1er janvier 2018, il est Supérieur Provincial des Jésuites de Taiwan, Hong-Kong et Chine continentale et depuis 2020 il est secrétaire adjoint de l'Association des Supérieurs Majeurs des Instituts religieux masculins de Hong-Kong.
Le 17 mai 2021, le pape François le nomme évêque de Hong Kong,. Sa nomination met fin à deux ans de vacance. Il dit avoir accepté après avoir hésité.
Sa consécration épiscopale a lieu le 4 décembre 2021 et réalisée par John Tong Hon avec comme co-conécrateurs Joseph Zen et Joseph Ha (en). Cette ordination est perçue comme une volonté d'apaisement après les tensions entre le Saint-Siège et les autorités chinoises.
Le pape François annonce en juillet 2023 son intention de le créer cardinal lors du consistoire du 30 septembre 2023. Il le devient et reçoit à cette occasion le titre de cardinal-prêtre de San Giovanni Battista de La Salle.